# نیمه خزان‌دار
نیمه خزان‌دار نیمه‌برگ‌ریز یا نیمه‌خران‌کننده (به انگلیسی: Semi-deciduous)، یک اصطلاح گیاه‌شناسی است که به گیاهانی گفته می‌شود که شاخ و برگ خود را برای مدت بسیار کوتاهی از دست می‌دهند، زمانی که برگ‌های قدیمی می‌ریزند و رشد شاخ و برگ جدید آغاز می‌شود. این پدیده در گونه‌های چوبی گرمسیری و نیمه‌گرمسیری، به عنوان مثال در لوبیای تونکا رخ می‌دهد. نیمه‌برگ‌ریز یا نیمه‌خران‌کننده ممکن است برخی از درختان، بوته‌ها یا گیاهانی را توصیف کند که معمولاً تنها بخشی از شاخ و برگ‌های خود را در پاییز/زمستان یا در طول فصل خشک از دست می‌دهند، اما ممکن است تمام برگ‌های خود را به شکلی شبیه به درختان برگ‌ریز در پاییز/زمستان سرد یا فصل خشک شدید (خشکسالی) از دست بدهند.